# Joseph Alois Rotermundt
Joseph Alois Rotermundt (* 17. Januar 1798 in Regensburg; † 29. April 1852 in Passau) war ein deutscher römisch-katholischer Geistlicher und Theologe.

## Leben
Rotermundt studierte am hochschulischen Lyzeum von Regensburg von 1815 bis 1819 unter anderem unter Georg Michael Wittmann Theologie. Anschließend besuchte er das Priesterseminar in Landshut unter Johann Michael Sailer. Seine Priesterweihe erfolgte am 17. August 1820. Danach war er von 1820 bis 1822 Kooperator in Moosthenning, dann von 1822 bis 1826 in St. Emmeram in Regensburg.
Rotermund folgte zum 18. November 1826 einem Ruf als Subregens des Georgianischen Seminars nach München. An der Universität München wurde er ebenfalls 1826 zum Dr. theol. promoviert. Am 1. November 1828 wurde er zum Regens des Priesterseminars Passau berufen. Am 29. August 1829 wurde zugleich zum Domkapitular und Geistlichen Rat ernannt. Er war maßgeblich an der Verhandlung mit der königlich bayerischen Regierung beteiligt, um die Errichtung eines hochschulischen Lyzeums in Passau zu erreichen.
Rotermundt war mit den Verhandlungen erfolgreich und wurde zum 29. September 1833 erster Rektor des neuerrichteten Passauer Lyzeums. Auch wurde er Professor der Pädagogik. 1836 erhielt er zudem die Professur für Dogmatik und Exegese. Seine Stellung als Regens des Priesterseminars gab er aus gesundheitlichen Gründen am 26. September 1836 auf, seine Aufgaben am Lyzeum zum 25. April 1840. Rotermund war zuletzt vom 26. April 1844 bis 12. Juni 1851 Offizial des bischöflichen Ehegerichtes in Passau.

## Werke (Auswahl)
- Das Opfer des Neuen Bundes beurkundet durch Schrift und Tradition, Krüll, Landshut 1826.
- Lebens-Geschichte des heiligen Aloysius, Rotermundt, Regensburg 1827.
- Geschichte der Begründung des Klerikal-Seminars in Passau, Ambrosi, Passau 1833.
- Novum Testamentum vulgatae editionis, Rotermundt, Regensburg 1834.
- Kurzer Bericht über die vormaligen höhern Lehr-Anstalten in Passau, Passau 1834.
- Synopsis quatuor evangeliorum: Graeco-latina, Ambrosi, Passau 1835.
- Kleines Gebetbüchlein für katholische Christen, welche sich der Nachfolge Christi befleißen, Rußwurm, Regensburg 1837.
- Wohlgemeinter Rath zur Beförderung eines gottseligen Wandels, 13. Auflage, Rußwurm, Regensburg 1856.